# Jānis Klovāns
Jānis Klovāns (né le 9 avril 1935 à Ruba (en) en Lettonie – mort le 5 octobre 2010 en Lettonie) est un grand maître letton du jeu d'échecs.
Sa carrière d'officier dans l'Armée rouge a sans doute ralenti ses progrès en l'empêchant notamment de voyager à l'étranger. De fait, son éclosion fut tardive : Klovans obtint le titre de grand maître à 62 ans en remportant le Championnat du monde d'échecs senior de 1997. Il remporte également les titres en 1999 et 2001, ce qui faisait de lui le joueur le plus titré dans cette compétition jusqu'à ce qu'Anatoly Vaïsser remporte son quatrième titre.
Fort joueur d'échecs par correspondance, il obtient le titre de grand maître en 2001.
Jānis Klovāns a été membre de l'équipe de Lettonie aux olympiades d'échecs, en 1992 et 2000.